# Стојенешти (Браила)
Стојенешти (рум. Stoienești) насеље је у Румунији у округу Браила у општини Фрекацеј. Oпштина се налази на надморској висини од 4 m.

## Становништво
Према подацима из 2002. године у насељу је живело 38 становника, од којих су сви румунске националности.